# EXPOSE

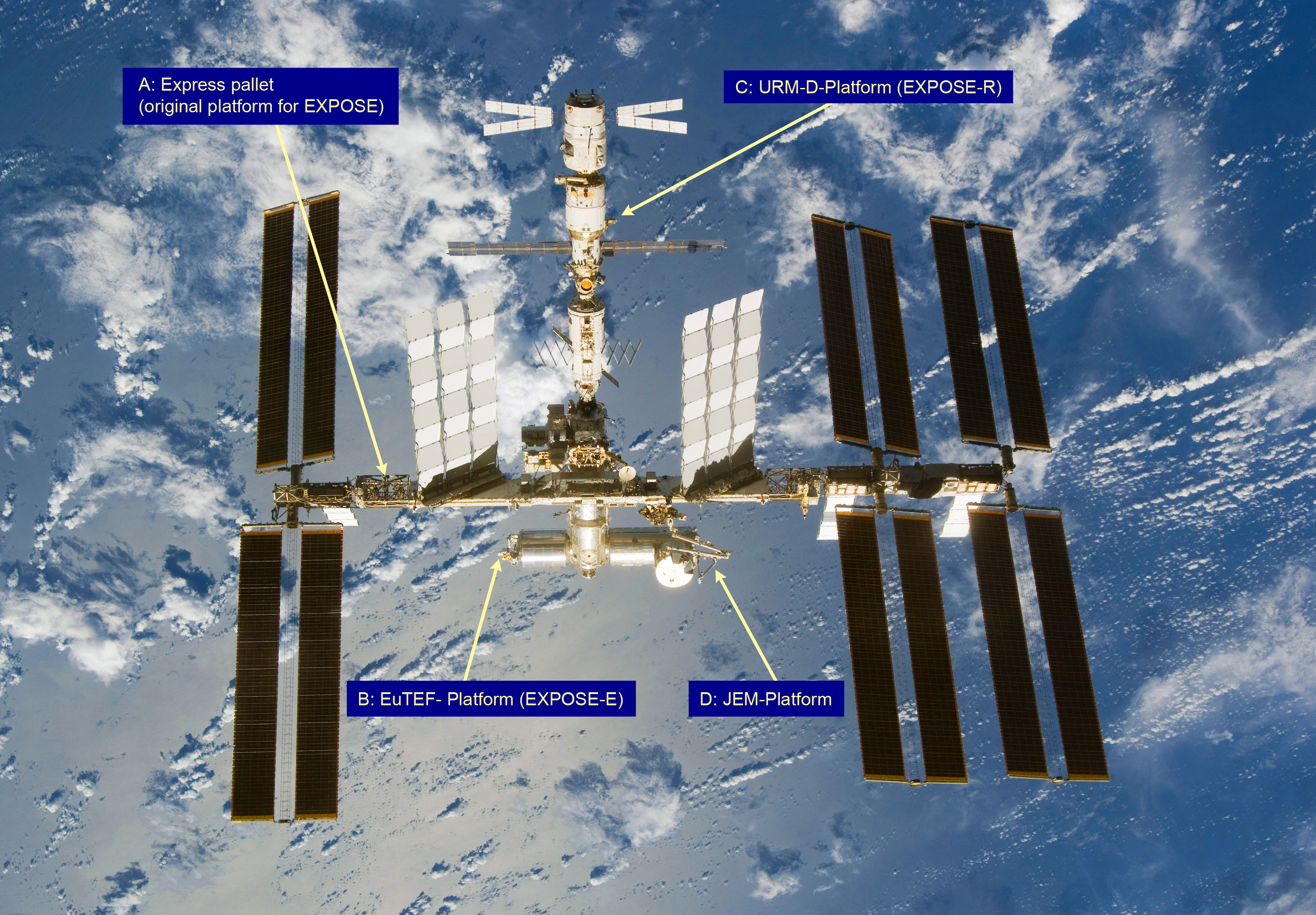
Placering av EXPOSE-E och EXPOSE-R anordningarna på den internationella rymdstationen ISS.

EXPOSE är en speciell anordning på den internationella rymdstationen ISS som har fästs på dess utsida för att möjliggöra olika typer av astrobiologiska exponeringsexperiment. Den utgör en fortsättning på tidigare exponeringsstudier som har utförts med andra typer av rymdfarkoster, som till exempel Apollo 16, EURECA, Mir och BIOPAN. EXPOSE utvecklades av den europeiska rymdorganisationen ESA för att möjliggöra fortlöpande analyser av kemiska och biologiska prover när de exponeras mot rymden under en längre tids rymdfärd. Den togs i bruk för första gången 2008 och nya experiment planeras fortlöpande.

## Målsättningar
EXPOSE har flera olika typer av astrobiologiska målsättningar, några av de viktigaste är:
- Åstadkomma en bättre förståelse för kosmokemiska processer av organiskt material i utomjordiska miljöer och vilken potentiell innebörd detta har för astrobiologin och teorierna kring livets uppkomst. Ett viktigt huvudprojekt ägnar sig åt att studera  molekyler som förekommer i kometer för att bättre kunna förstå resultaten från rymdmissioner såsom Rosetta missionen, eller andra kemiska processer såsom månen Titans kemi (Cassini-Huygens missionen), eller den organiska kemin på planeten Mars (till exempel Mars Science Laboratory och ExoMars-projektet).[5]
- Öka vår förståelse för fotobiologiska processer hos olika planeter under olika tidsperioder (till exempel det yngre stadiet av jorden under dess första biljon år, ozonlagrets roll för att skydda jordens biosfär från skadlig UV-strålning, eller de tidigare och nuvarande stadierna av Mars).
- Studera hur organismer från jorden kan tolerera olika rymdbetingelser, och om livsformer kan spridas ute i rymden, vare sig de är från jorden eller från en annan planet.[6] Detta har undersökts på olika sätt, till exempel med olika typer av organismer (framför allt mikroorganismer från olika typer av extrema ekosystem), eller kemiska (framför allt organiska) substanser, där man har  undersökt hur de reagerar på utomjordiska betingelser under olika betingelser (till exempel på artificiella meteoriter). Sådana undersökningar förväntas skapa ett viktigt beslutsunderlag för utveckling av bättre strategier och metoder för att söka efter livsformer eller spår av dem ute i rymden, och för forskning kring livets uppkomst och dess framtida överlevnadsmöjligheter.

## Beskrivning av rymdmissionen
Sedan år 2008 fram till sommaren 2016 har  tre olika sorters experiment utförts på EXPOSE anordningarna. De har betecknats på tre sätt: EXPOSE-E (E står för den europeiska modulen), EXPOSE-R (R står för den ryska modulen) och EXPOSE-R2 (R2 står för att det är det andra experimentet på den ryska modulen). Varje experiment bestod av flera olika typer av delexperiment med speciella projektbeteckningar. Samtliga experiment utfördes av omfattande tvärvetenskapliga forskningsteam från flera delar av världen. Tack vare dessa studier har ett flertal intressanta observationer kunnat göras. De har rönt stort intresse bland media och allmänheten och har väsentligt utvidgat våra kunskaper och hypoteser om livets uppkomst och utveckling. De kan även bidraga med värdefulla insikter för utveckling av mera effektiva mätinstrument för rymdteknologin vid sökandet efter livsformer eller spår av dem ute i rymden, eller för att utveckla bättre överlevnadschanser för liv från jorden på framtida rymdmissioner och rymdstationer, samt skapa nya faktaunderlag för ansvarsfullt beteende och nyttjandeformer såsom "planetärt skydd" (från engelskan planetary protection), asteroidbrytning eller terraformering av andra rymdkroppar, inklusive jorden.

## EXPOSE-E
EXPOSE-E transporterades upp till ISS den 7 februari 2008 med rymdfärjan Atlantis från John F. Kennedy Space Center i USA. De olika proverna sattes därefter utanpå den europeiska modulen Columbus ISS och EuTEF (European Technology Exposure Facility). Proverna fördes tillbaka till jorden under september 2009 med den amerikanska rymdfärjan Discovery.
Lista på specifika projekt:
- PROCESS - med syftet att studera fotokemiska organiska substanser i jordens omloppsbana, för att bättre förstå de kemiska processerna i kometer, meteoriter, och på himlakroppar såsom Mars och Titan.[10]
- ADAPT - med syftet att studera molekylära adaptionsprocesser hos mikroorganismer som har blivit inbäddade i artificiella meteoriter för att undersöka hur de påverkas av UV-strålning.[11]
- PROTECT - med syftet att studera bakteriesporers resistens och återhämtning efter exponering mot rymdbetingelser.[12] Ett viktigt syfte var att skapa viktiga faktaunderlag för "planetärt skydd".[9][13]
- LiFE - (Lichens and Fungi Experiment) med syftet att undersöka strålningens påverkan på lavar, svampar och symbioser under olika rymdbetingelser.[14][15]
- SEEDS - med två syften: i) att undersöka huruvida växtfrön kan fungera som transport-objekt för att testa panspermi hypotesen; och ii) för att undersöka hur växtfrön tolererar strålning och om de kan fungera som en källa för produktion av UV-skyddande substanser.[16][17]
- Dosis, Dobis & R3D - med syftet att undersöka olika typer av mätinstrument för analys av strålning.[18]

## EXPOSE-R
EXPOSE-R transporterades upp till ISS med rymdfarkosten Progress den 26 november 2008 från Baikonur i Kazakstan. De olika proverna sattes därefter utanpå den ryska modulen av ISS, Zvezda. Proverna fördes tillbaka till jorden med den amerikanska rymdfärjan Discovery på dess sista flygresa STS 133 under mars 2011.
Lista på specifika projekt:
- AMINO - med syftet att studera UV-strålningens effekt på aminosyror och andra organiska substanser i jorden omloppsbana.[20]
- ORGANICS - med syftet att studera hur organiskt material, framför allt polycykliska aromatiska kolväten (PAH), påverkas av olika rymdbetingelser.[21]
- ENDO (ROSE [Response of Organisms to Space Environment]-1) - med syftet att studera strålningens effekter på endolitiska mikroorganismer (organismer som kan växa inuti bergarter, med mera).[22]
- OSMO (ROSE-2) - med syfte att studera hur osmofila (tillhören gruppen extremofiler) mikroorganismer reagerar på olika rymdbetingelser.[23]
- SPORES (ROSE-3) - med syftet att studera rymdbetingelsernas effekt på sporer inuti artificiella meteroriter.[24][25]
- PHOTO (ROSE-4) - med syftet att studera solstrålningens effekt på det genetiska materialet i sporer.
- SUBTIL (ROSE-5) - med syftet att studera rymdmiljöns mutagena effekter på bakteriesporer (Bacillus subtilis).
- PUR (ROSE-8) - med syftet att studera rymdmiljöns effekt på bakterieviruset (bakteriofagen T7) och dess komponenter.[26]
- IMBP (Institute of Biomedical Problems) - med syftet att studera rymdmiljöns påverkan på olika typer av organismer såsom bakteriesporer, svampsporer, växtfrön, samt enklare former av kräftdjur och kryptobiotiska organismer.[27]

## EXPOSE-R2
EXPOSE-R2 transporterades upp till ISS den 24 juli 2014 från Baikonur i Kazakstan på rymdfarkosten Progress M-24M. De olika proverna sattes därefter utanpå den ryska modulen av ISS, Zvezda. Proverna fördes tillbaka till jorden med den ryska rymdkapseln Sojuz under juni 2016. I denna omgång utfördes ett flertal detaljerade studier på rymdbetingelsernas effekter på 46 olika organismer och mer än 150 olika sorters organiska substanser. Det förväntas att ett flertal intressanta observationer kommer att publiceras inom de närmaste åren.
Lista på specifika projekt:
- BIOMEX (Biology and Mars Experiment) - med två syften:
  - att undersöka resistens och stabilitet hos  biofilm och olika organiska substanser, såsom biologiska pigment och cellulära komponenter, mot olika rymdbetingelser. Resultaten från dessa kommer att bilda ett viktigt underlag för att utveckla en bättre definition av biosignatur och för att bygga upp en databas som kan användas för en bättre tolkning av resultat från rymdmissioner med syfte att leta efter biosignaturer ute i rymden.[29]
  - att undersöka hur en rad olika extremofila organismer från jorden kan överleva ute i rymden samt att undersöka hur de interagerar med olika typer av mineraler som finns på Mars eller månen. Resultaten från dessa studier förväntas öka våra möjligheter till att leta efter livsformer (eller spår av dem) ute i rymden.[29]
- BOSS (Biofilm Organisms i Surfing Space) - med syftet att testa hypotesen huruvida mikroorganismer i biofilm är mera toleranta mot rymd- och Mars betingelser än enstaka celler.[31]
- Biochip - med syftet att undersöka toleransspektrum hos olika biochip modeller mot olika rymdbetingelser, framförallt kosmisk strålning och extrema förändringar av temperaturen, samt att undersöka om de kan fungera som lämpliga hjälpmedel vid letandet efter biomolekyler av nuvarande eller tidigare former av livsformer.[32]

## Sveriges andel i rymdexponeringsförsök av organismer på ISS
Svenska forskare har varit delaktiga i tidigare rymdexponeringsförsök av organismer, såsom av trögkrypare (björndjur), i en rymdmission med beteckningen BIOPAN som utfördes på den ryska rymdfarkosten FOTON-M. Sedan år 2016 deltar också svenska forskare i samarbete med forskare vid den tyska rymdmyndigheten (Deutsche Luft und Raumfahrtforschung DLR) och  den spanska rymdteknologimyndigheten i ett EXPOSE-R2 experiment (BIOMEX), där syftet är att studera hur extrema, fotosyntetiserande modellorganismer såsom lavar och mossor kan överleva en längre tids rymdexponering.